# André Zimmermann
André Zimmermann   (Maisonsgoutte, 20 de febrer de 1939 - Villé, 5 de novembre de 2019) va ser un ciclista francès, que fou professional entre 1963 i 1969.

## Palmarès
- 1963
  - 1r al Tour de l'Avenir i vencedor de 2 etapes
  - Vencedor d'una etapa a la Ruta de França
- 1966
  - 1r al Gran Premi d'Aix-en-Provence

### Resultats al Tour de França
- 1964. 36è de la classificació general
- 1965. 17è de la classificació general
- 1966. 23è de la classificació general
- 1967. Abandona (8a etapa)
- 1969. 26è de la classificació general

### Resultats al Giro d'Itàlia
- 1964. 12è de la classificació general
- 1968. Abandona

### Resultats a la Volta a Espanya
- 1967. 29è de la classificació general